# Palmodes praestans
Palmodes praestans är en biart som först beskrevs av Kohl 1890.  Palmodes praestans ingår i släktet Palmodes och familjen grävsteklar. Inga underarter finns listade i Catalogue of Life.